# منتخب سوريا لكأس فيد
منتخب سوريا لكأس فيد هو ممثل سوريا الرسمي في كرة المضرب في كأس فيد
.